# Château de Lusignan
Le château de Lusignan est probablement l'un des plus grands châteaux forts construits en France[réf. nécessaire].
Il fut le berceau des seigneurs de Lusignan dont des membres de la famille furent roi de Chypre et de Jérusalem notamment Aimery II de Lusignan (av. 1145-† 1er avril 1205), roi de Chypre.

## Historique
Le château fut construit au cours de la seconde moitié du Xe siècle par Hugues II le Cher et partiellement démantelé en 1168 par Henri II Plantagenêt puis reconstruit peu de temps après (1171) par Hugues VIII de Lusignan et ses fils. Le duc Jean de Berry, frère du roi, le modernisa à la fin du XIVe siècle.
La légende, suivant une tradition orale locale, attribue la fondation du château à la célèbre fée Mélusine. Celle-ci, en épousant le mortel Raymondin, serait à l'origine de la famille de Lusignan. Le moine Pierre Bersuire (v. 1300-1362), natif de la région et qui en recueillit les histoires, raconte vers 1342-1350 dans son Reductorium morale :
« Dans mon pays de Poitou, on dit que le très fort château de Lusignan fut construit par un certain chevalier et son épouse qui était fée ; et que cette fée donna naissance à une multitude de nobles et de grands ; et que de là tirent leur origine les rois de Jérusalem et de Chypre, ainsi que les comtes de la Marche et de Parthenay. On dit cependant que la fée fut vue nue par son mari et fut transformée en serpent. Et aujourd’hui encore, le bruit court que ce serpent se manifeste dans le château chaque fois que celui-ci change de seigneur. »
Le château servit de prison à Jacques Cœur et au futur roi de France, Louis XII.
Le 27 septembre 1574, durant la cinquième guerre de religion, le duc de Montpensier attaqua les faubourgs de Lusignan et, après les avoir emportés, il mit le siège du château et de la ville. Dans une seule sortie les assiégés tuèrent cinq capitaines. L'assaut du 21 décembre fut encore très meurtrier. La garnison, commandée par le vicomte de Rohan, réduite à 500 hommes demande enfin à capituler le 5 janvier 1575,.
Le régiment de Sarrieu prit possession de la ville et du château, y demeura quelque temps en garnison puis il le démolit. Un plan (croquis) conservé à la BnF aurait été fait par le capitaine commandant le siège.
Le château est démantelé sur ordre du roi Henri III en 1586 et seule la tour Mélusine subsistera jusqu'en 1622.

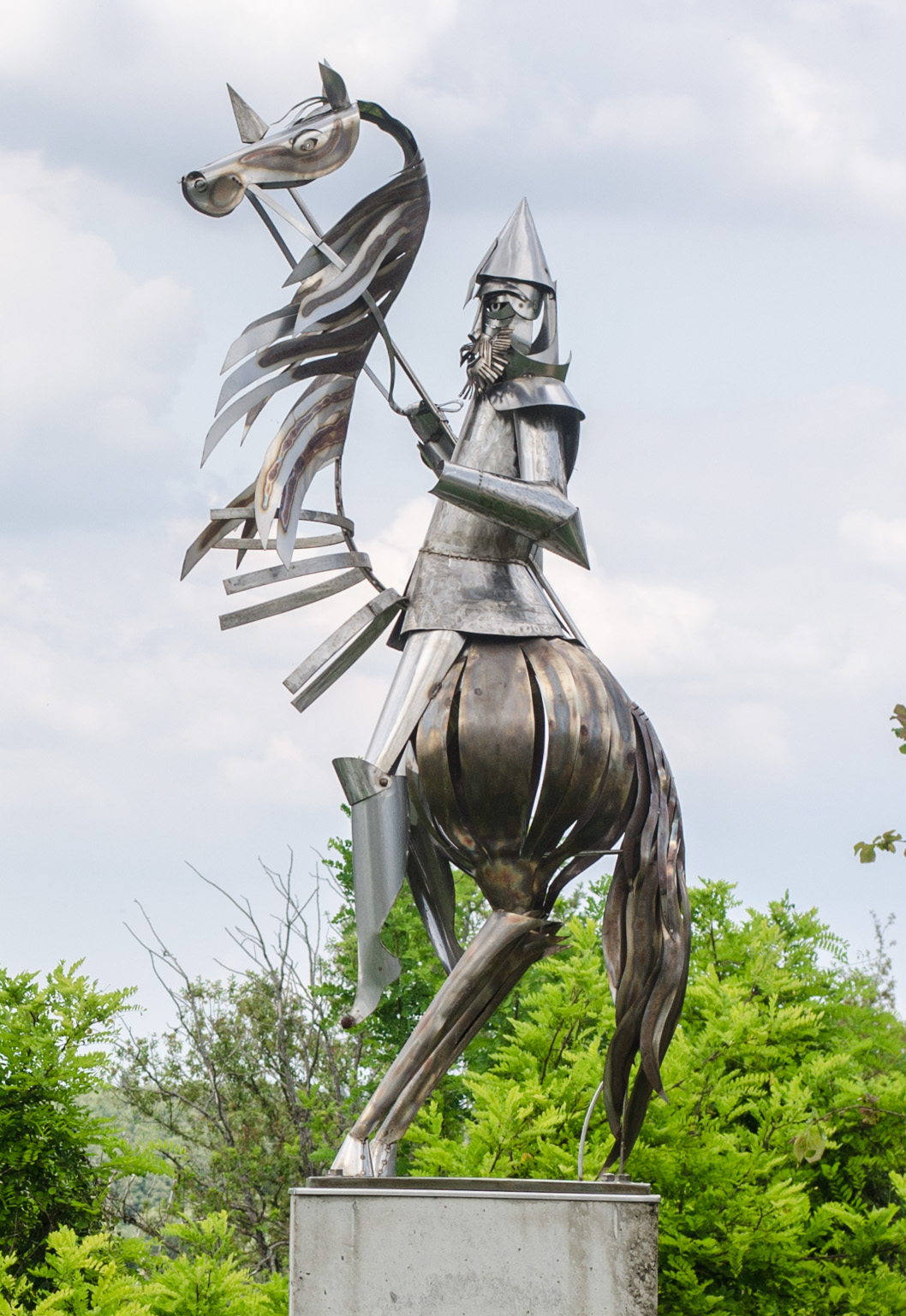
L'Épopée chimérique, statue équestre de Geoffroy la Grand’Dent (fils de Mélusine), érigée en 2007 sur la promenade de Blossac, à l'emplacement de l'ancien château de Lusignan.

Le château, déjà depuis longtemps utilisé comme carrière de pierres, est rasé par le comte de Blossac, l'intendant du Poitou, au XVIIIe siècle, pour en faire un parc public d'agrément : une allée de tilleuls, entourée de jardins, conduit à une terrasse avec une très belle vue sur la vallée. Construit autour d'un étroit promontoire bordé de profondes vallées, il reste cependant du château des pans de murs entiers, plaqués sur les falaises.
Il reste, aussi, une partie du donjon, la base de la tour Poitevine, une citerne et l’entrée d'un souterrain fermé dont on retrouve peut-être une sortie à proximité de l'église de la ville. Il reste aussi une tour-escalier dans la muraille et les fondations d'un moutardier.
Une partie fortifiée par Vauban est devenue successivement prison, école primaire puis syndicat d'initiative.

## Dans les arts
La légende dit qu'il fut construit par la fée Mélusine pour son mari Raymondin.
Le château apparaît dans la miniature du mois de mars des Très Riches Heures de Jean Ier de Berry, le château lui ayant appartenu. On voit Mélusine au-dessus de la tour de droite sous forme d'un dragon ailé. Cette image illustre la scène finale de la légende de Mélusine. Ayant, autrefois, assassiné son père, maudite par sa mère, elle est condamnée à prendre, tous les samedis, l'apparence d'une femme serpent au niveau du nombril. Nul ne doit la voir ainsi, pas même son mari, Raimondin. Mais son frère la surprend dans son bain, peignant ses longs cheveux d'or. Mélusine s'échappe par une fenêtre du château et disparaît à jamais dans les airs sous la forme d'un dragon ailé. C'est cette scène qui est représentée dans les Très Riches Heures du duc de Berry.
La ville était anciennement fortifiée. Elle était construite sous le château, fermant l'accès à la colline. Il reste peu de traces de ses fortifications seulement des fondations, des caves ou des parties de douves.
Il est inscrit comme monument historique depuis 1997.
Dans la littérature de jeunesse, Guy d'Aveline a écrit, en 1933 l'un des best-sellers de la littérature pour enfants des années 1930 : Les Mystères du château de Lusignan.